# Pickersgill Harbour
Pickersgill Harbour ist ein Naturhafen im südwestlichen Teil des Tamatea / Dusky Sound in der Region Southland auf der Südinsel von Neuseeland.

## Namensherkunft
Der Naturhafen erhielt seinen Namen, als am 11. April 1773 auf James Cooks zweiter Südseereise die beiden Schiffe Resolution und Adventure in der Bucht vor Anker gingen, nachdem zuvor der dritte Leutnant der Resolution, Richard Pickersgill, die Bucht als einen sicheren Ankerort befunden hatte. Ihm zu Ehren wurde der Naturhafen Pickersgill Harbour genannt.

## Geographie
Der Pickersgill Harbour befindet sich rund 4 km südlich von Resolution Island im südlichen Teil des Tamatea / Dusky Sound. Der nach Nordosten hin weit geöffnete Naturhafen besitzt eine Länge von rund 770 m und misst an seiner breitesten Stelle rund 600 m. Der größere der beiden Hafeneingänge ist rund 575 m breit und der nach Norden ausgerichtete Eingang misst rund 30 m in der Breite. Dazwischen liegt die rund 410 m lange Insel Crayfish Island. Die Küstenlänge des Gewässers erstreckt sich über rund 3 km. Der Naturhafen wird nur von einigen wenigen Bächen gespeist, von denen der Cook Stream dem auf 33 m Höhe gelegenen Lake Forster entspringt.
Der im unbewohnten Gebiet liegende Naturhafen gehört zum Fiordland National Park und administrativ zum Southland District der Region Southland.

## Astronomer’s Point
Während sich die Crews der beiden Schiffe Resolution und Adventure 1773 bei ihrem mehrwöchigen Aufenthalt im Pickersgill Harbour von der anstrengenden Seereise durch die arktischen Gewässer erholten und die Resolution repariert wurde, gab Kapitän Cook den Auftrag, die genaue Position ihres Standorts anhand der Sterne zu bestimmen. Dazu wurde an Land die Fläche von einem Acre Wald gerodet und darauf ein Observatorium eingerichtet, das unter anderem dazu diente, die genaue Position Neuseelands zu ermitteln. Während dieser Zeit entstand auch die Karte (s. u.) über den Tamatea / Dusky Sound und den angrenzenden Inseln und Gebiete. Der Ort an Land ist heute als Astronomer’s Point bekannt.
Auf einem Felsen des Ortes wurde im Jahr 1963 von den beiden Brüdern A. Charles und Neil C. Begg eine Plakette aus Bronze angebracht, die auf diesen historischen Ort verweisen sollte. Die Brüder veröffentlichten 1966 ihr Buch mit dem Titel: „Dusky Bay – In the Steps of Captain Cook“, in dem ein Foto von ihnen zu sehen ist, wie sie die Plakette an dem Felsen befestigen.

## William Hodges’ Gemälde
Mit an Bord während Cooks zweiter Südseereise war der englische Maler William Hodges (1744–1797). Eines seiner Werke ist im National Maritime Museum im Londoner Stadtteil Greenwich zu besichtigen. Die von ihm gemalte Szene zeigt die Resolution am Ufer des Pickersgill Harbour liegend (s. Foto rechts in der Infobox).